# Главная южная линия
Главная южная линия (англ. Main South Line) — железнодорожная линия, часть Главной железнодорожной магистрали Южного острова, проходящая в юго-западном направлении от Литтелтона в Новой Зеландии через Крайстчерч и далее вдоль восточного побережья Южного острова через Данидин до Инверкаргилла. Это одна из важнейших и старейших железнодорожных линий в Новой Зеландии; её строительство началось в 1860-х годах. В Крайстчерче она соединяется с другой частью Главной железнодорожной магистрали Южного острова, Главной северной линией, идущей до Пиктона.

## Сооружение линии
Сооружение Главной южной линии было проведено в два этапа: от Крайстчерча через южную часть Кентербери до Данидина, административного центра региона Отаго, и от Данидина до Инверкаргилла. Линия улучшила транспортные коммуникации в южном Отаго и Саутленде. Сооружение первого участка линии началось в 1865 году, а целиком линия была закончена 22 января 1879 года.

### Участок Крайстчерч — Данидин
Администрация провинции Кентербери построила и открыла первую общественную железную дорогу в Новой Зеландии, Ферримидскую железную дорогу, 1 декабря 1863 года. Нужна была линия, идущая на юг, и соединяющая южный Кентербери, северный Отаго и Данидин. 24 мая 1865 года началось строительство Большой Кентерберийской Южной железной дороги. Железные дороги провинции Кентербери были ширококолейными, с шириной колеи 1600 мм, что значительно превышает ширину колеи в 1067 мм, ставшей позже стандартной в Новой Зеландии. Первая секция железной дороги до Роллстона была открыта 13 октября 1866 года. Рассматривалось строительство трёх вариантов линии после Роллстона:
- маршрут, проходящий в основном по острову, вдали от побережья, и пересекающий крупные реки в узких местах.
- железнодорожная линия вдоль побережья.
- компромисс между этими двумя вариантами, при котором железнодорожная линия в основном придерживалась бы прямого маршрута между городами, пересекая основные реки в наиболее удобных точках, и отчасти следовала вдоль линии побережья.

В итоге был выбран третий вариант и линия начала строиться через довольно бесплодные местами равнины Кентербери по направлению к Ракаия. К тому времени, когда в октябре 1867 года линия достигла Селуина, в 35 км от Крайстчерча, у администрации провинции закончились средства, и сооружение линии было временно приостановлено.
В 1870 году Джулиус Фогель анонсировал свои «Великие общественные работы», и объявил высшим приоритетом окончание строительства железнодорожной линии между Крайстчерчем и Данидином. В Парламентском акте, регламентирующем использование на территории Новой Зеландии железнодорожной колеи шириной 1067 мм, для Кентербери было сделано исключение, разрешающее расширить колею до 1600 мм. 29 мая 1873 был открыт мост через реку Ракаия, по которому проходил железнодорожный путь. Вскоре после этого, администрация провинции признала необходимость в унификации и немного позже широкая колея была заменена стандартной.
Строительство велось не только к югу от Крайстчерча и к северу от Данидина, но и из промежуточных портов Тимару и Оамару в обоих направлениях. Строительство продолжалось в 1870-х годах, и 4 февраля 1876 года Крайстчерч был связан с Тимару. Почти год спустя, 1 февраля 1877 года, линия от Крайстчерча до Оамару в северном Отаго была полностью завершена.
С южной стороны, в Данидине, 1 января 1873 года была открыта железнодорожная линия Порт Чалмерс (англ. Port Chalmers Railway), первая линия с шириной колеи 1067 мм в Новой Зеландии. По большей части она стала составляющей Главной южной линии, а её строительство было продолжено дальше к северу от узлового пункта в Сойерс-Бей. Последние два километра этой линии стали впоследствии частью ветки Порт Чалмерс (англ. Port Chalmers Branch). Строителям пришлось столкнуться с большими перепадами высот около Данидина, поэтому строительство затянулось. По этой причине соединение линии, строящейся из Данидина, с линией, идущей к югу из Крайстчерча через Оамару, состоялось в Гудвуде, на полпути между Палмерстоном и Уаикоуаити, в 310 километрах от Крайстчерча и всего в 57 километрах к северу от Данидина. Строительство линии к югу от Оамару включало в себя сооружение двух коротких попутных веток, Моераки и Шэг-пойнт. 7 сентября 1878 года маршрут между Крайстчерчем и Данидином был полностью открыт.

### Участок Данидин — Инверкаргилл
В 1871 году железные дороги Данидина и Клуты были одними из первых железных дорог, построенных под эгидой «Великих общественных работ» Фогеля, и их сооружение велось достаточно быстро. Это были первые железнодорожные линии с шириной колеи 1067 мм, а первый участок к югу от Данидина был открыт в Абботсфорде 1 июля 1874 года. 1 сентября 1875 года было открыто движение до Балклуты, города в нижнем течении реки Клута, в 84 километрах от Данидина.
Со стороны Инверкаргилла строительство также велось достаточно быстро, и железнодорожная линия достигла города Гор 30 августа 1875 года. Отсюда до Балклуты для завершения строительства маршрута Данидин — Инверкаргилл возникла необходимость в проведении тяжёлых земляных работ, ввиду холмистой местности, и строительство было завершено 22 января 1879 года. Учитывая открытый 7 сентября 1878 года участок от Данидина до Крайстчерча, появилось железнодорожное сообщение на всём пути от Инверкаргилла до Крайстчерча, а строительство Главной южной линии было завершено.

## Операции

### Перевозка пассажиров
На протяжении большей части истории железных дорог в Новой Зеландии, услуги по перевозке пассажиров между Крайстчерчем и Данидином были флагманом всей железной дороги. Когда в ноябре 1904 года поезда стали ходить между Крайстчерчем и Инверкаргиллом, пассажирские перевозки на участке Данидин — Инверкаргилл, по сути были дополнением к пассажирским перевозкам по маршруту Крайстчерч — Данидин. Когда линия только была построена, в конце XIX века, от Крайстчерча до Данидина поезда добирались за 11 часов. В то время локомотивами обычно служили паровозы J или Rogers K, за исключением холмистого участка в Оамару, где использовались паровозы T. В 1906 году появились паровозы A, преодолевавшие тот же маршрут за 8 часов, а в 1915 году они были заменены паровозами на перегретом паре AB.
Паровозы J и JA, появившиеся в 1939 и в 1946 году соответственно, были последними и преодолевали маршрут от Крайстчерча до Данидина за 7 часов 9 минут в составе экспресса South Island Limited. В свою лучшую пору эти экспрессы славились своей скоростью, которую они развивали, пересекая равнины Кентербери по участку около Ракаия, получившим название «гоночный трек». 1 декабря 1970 года они были заменены другими экспрессами, The Southerner (с англ. — «Южанин»), с дизель-электрическими локомотивами DJ. Последние паровозы Новой Зеландии продолжали работать в составе пятничных и воскресных ночных экспрессов. Необычным было и то, что в отличие от других стран, где паровозы доживали свой век на тихих, второстепенных ветках, в Новой Зеландии паровозы до последних дней буксировали известные пассажирские экспрессы. Отчасти это произошло потому, что вагоны поездов были с паровым отоплением от паровозного котла, однако отопительная техника развивалась, и 26 октября 1971 года был отправлен последний экспресс из Крайстчерча в Инверкаргилл, буксируемый паровозом.
Экспресс The Southerner преодолевал маршрут от Крайстчерча до Данидина за 6 часов 14 минут, быстрее чем «South Island Limited». А после того как стали использоваться два тепловоза DJ к северу от Оамару, и три к югу, на весь маршрут стало уходить 5 часов 55 минут. Отчасти этого результата удалось добиться за счёт того, что Southerner не перевозил почту, в то время как «South Island Limited» тратил время на её погрузку.
В то время, когда действовали второстепенные ветки, на Главной южной линии можно было увидеть множество местных пассажирских и грузопассажирских поездов, однако эти поезда были постепенно отменены к середине XX века. Вечерняя автомотриса, действовавшая в середине XX века, и преодолевавшая маршрут от Крайстчерча до Данидина за 6 часов 10 минут, была отменена в апреле 1976 года. На Главной южной линии около Данидина действовали пригородные поезда, отправлявшиеся к северу до порта Чалмерс и к югу до Мосгила. Эти пригородные поезда буксировались паровозами AB, B и BA, а автомотрисы использовались до 1967 года. В 1968 году в составе пригородных поездов появились тепловозы DJ, DI и DSC. Услуги пассажирских перевозок до порта Чалмерс оказывались ещё на протяжении 11 лет, и были отменены в конце 1979 года, а вслед за ними, в декабре 1982 года, были отменены и пассажирские перевозки до Мосгила. В период с 1908 по 1914 годы линия до Мосгила была двухпутной, но затем снова стала однопутной.
10 февраля 2002 года пассажирский поезд «The Southerner» был отменён ввиду нерентабельности. В настоящее время действуют только два регулярных пассажирских сервиса, использующих незначительные участки Главной южной линии: между Крайстчерчем и Роллстоном, а затем по Midland Line до Греймута, ходит поезд TranzAlpine; а на вокзале Данидина останавливаются только туристические пассажирские поезда компании Taieri Gorge Railway.

### Перевозка грузов
До 1960-х годов для грузовых перевозок в основном использовались второстепенные ветки Главной южной линии, на которых множество грузовых поездов курсировали между районами и их крупными городами или портами, такими как: Крайстчерч (Литтелтон), Тимару, Оамару, Данидин (порт Чалмерс) и Инверкаргилл (Блафф). Примером организации местных грузоперевозок может служить участок Данидин — Инверкаргилл. Здесь к северу от Клинтона было проложено пять второстепенных веток, по которым поезда ходили между Данидином и портом Чалмерс, в то время как к югу от Клинтона по четырём веткам поезда ходили до Инвергаргилла и Блаффа. С отменой этих местных маршрутов в 1950-х годах и закрытием веток в 1960-х, а также с развитием морских контейнерных перевозок увеличилось количество дальнемагистральных перевозок грузов между основными городами.
Сегодня, чтобы соответствовать требованиям современного бизнеса и конкурировать с автомобильным транспортом, объём грузоперевозок продолжает увеличиваться, а основной грузооборот приходится на сыпучие грузы крупных клиентов. Несмотря на то, что пассажирские перевозки по Главной южной линии уже практически не осуществляются, развивается дальнемагистральная перевозка грузов железнодорожным транспортом, а Главная южная линия остаётся важным звеном в транспортной инфраструктуре Новой Зеландии.

## Список второстепенных линий и ответвлений
На Главной южной линии существует множество ответвлений и второстепенных веток, многие из которых ныне закрыты:

| - ветка Блафф (открыта для грузоперевозок) - ветка Катлинс-ривер (первые 4 километра открыты в качестве промышленной линии Finegand Industrial Siding) - ветки Данбэк и Макареао - ветка Фейрли - ветка Фернхилл - линия Каитангата - ветка Кингстон (начальный участок открыт для грузоперевозок в составе ветки Уаирио) - ветка Куроу - ветка Метвен - линия Мидленд (от Роллстона до Греймута открыта для пассажирских и грузовых перевозок) - ветка Моераки - ветка Маунт-Сомерс - ветки Нгапара и Токарахи - ветка Оушен-бич - железная дорога центрального Отаго (первые 64 километра открыты для пассажирских перевозок: первые 4 километра используются как промышленные подъездные пути, а оставшиеся 60 километров принадлежат компании Taieri Gorge Railway) | - ветка Аутрем - ветка порт Чалмерс (открыта для грузоперевозок) - ветка Роксборо - ветка Шег-пойнт - ветка Саутбридж (начальный участок открыт для грузоперевозок в качестве промышленной линии Hornby Industrial Line) - ветка Тапануи - ветка Токануи - ветка Уаикака - ветка Уаимате - линия Уаимеа-Плейнс - ветка Уолтон-парк - ветка Уайндэм |